# Пирятинщина
Пиря́тинщина —  село в Україні, в Миргородському районі Полтавської області. Населення становить 231 осіб. Входить до складу Краснолуцької сільської громади.
Після ліквідації Гадяцького району у липні 2020 року увійшло до Миргородського району.

## Географія
Село Пирятинщина розташована на відстані 1 км від села Мала Побиванка.
По селу тече струмок, що пересихає із заґатами. 
Поруч пролягає автомобільний шлях Т 1904. 

## Населення

### Мова
Розподіл населення за рідною мовою за даними перепису 2001 року:
| Мова       | Кількість | Відсоток |
| ---------- | --------- | -------- |
| українська | 231       | 100%     |

## Історія
1861 — дата заснування. 
Село постраждало внаслідок геноциду українського народу, проведеного окупаційним урядом СССР 1923-1933 та 1946-1947 роках.
До 2018 року орган місцевого самоврядування — Малопобиванська сільська рада.